# Biathlon na Zimowych Igrzyskach Azjatyckich 2003
Biathlon na Zimowych Igrzyskach Azjatyckich 2003 był rozgrywany w dniach 2–4 lutego 2003 roku. Zawody w tej dyscyplinie odbywały się w Iwaki (Generalny Park Atletyczny Iwaki).
Reprezentacja Japonii zdobyła 45% medali (w tym 4 z 6 złotych medali) oraz jako jedyna strzelała bezbłędnie w męskim biegu sztafetowym. Japończyk Hironao Maguro został uznany najlepszym zawodnikiem Zimowych Igrzysk Azjatyckich 2003 w Aomori.

## Mężczyźni

### Sprint (10 km)
| M | Państwo | Zawodnik         | Wynik   | Kara |
| - | ------- | ---------------- | ------- | ---- |
| 1 | Japonia | Hironao Meguro   | 28:40,3 | 0    |
| 2 | Japonia | Sunao Nouto      | 29:14,8 | 1    |
| 3 | Japonia | Tatsumi Kasahara | 26:26,0 | 0    |

### Bieg pościgowy (12,5 km)
| M | Państwo | Zawodnik       | Wynik    | Kara |
| - | ------- | -------------- | -------- | ---- |
| 1 | Japonia | Hironao Meguro | 39:09,08 | 0    |
| 2 | Japonia | Sunao Nouto    | 41:34,3  | 2    |
| 3 | Japonia | Kyoji Suga     | 41:56,9  | 1    |

### Sztafeta (4 × 7,5 km)
| M | Państwo                  | Drużyna                  | Wynik     | Kara |
| - | ------------------------ | ------------------------ | --------- | ---- |
| 1 | Japonia                  | Japonia                  | 1:25:40,0 | 0    |
| 2 | Korea Południowa         | Korea Południowa         | 1:32:36,1 | 1    |
| 3 | Chińska Republika Ludowa | Chińska Republika Ludowa | 1:33:49,3 | 1    |

## Kobiety

### Sprint (10 km)
| M | Państwo                  | Zawodnik      | Wynik   | Kara |
| - | ------------------------ | ------------- | ------- | ---- |
| 1 | Japonia                  | Tamami Tanaka | 24:30,9 | 1    |
| 2 | Chińska Republika Ludowa | Kong Yingchao | 24:43,9 | 0    |
| 3 | Chińska Republika Ludowa | Liu Xianying  | 24:50,6 | 0    |

### Bieg pościgowy (12,5 km)
| M | Państwo                  | Zawodnik      | Wynik   | Kara |
| - | ------------------------ | ------------- | ------- | ---- |
| 1 | Chińska Republika Ludowa | Kong Yingchao | 40:17,9 | 1    |
| 2 | Chińska Republika Ludowa | Liu Xianying  | 41:16,8 | 2    |
| 3 | Chińska Republika Ludowa | Sun Ribo      | 24:50,6 | 0    |

### Sztafeta (4 × 6 km)
| M | Państwo                  | Drużyna                  | Wynik     | Kara |
| - | ------------------------ | ------------------------ | --------- | ---- |
| 1 | Chińska Republika Ludowa | Chińska Republika Ludowa | 1:27:45,9 | 2    |
| 2 | Japonia                  | Japonia                  | 1:28:26,0 | 2    |
| 3 | Kazachstan               | Kazachstan               | 1:31:15,2 | 2    |